# We Are the Night (Free Fall)
We Are the Night è il terzo album del progetto Free Fall, anche questa volta composto e registrato dal polistrumentista svedese Magnus Karlsson, e pubblicato nel 2020.
Si alternano alla voce, come sempre,  molti nomi illustri del settore hard'n'heavy: Ronnie Romero, Tony Martin (ex-Black Sabbath), Noora Louhimo, Mike Andersson, Dino Jelusić, Renan Zonta.

## Tracce
Testi e musiche di Magnus Karlsson.
1. Hold Your Fire (feat. Dino Jelusick) – 5:38
2. Kingdom Falls (feat. Renan Zonta) – 4:35
3. We Are The Night (feat. Magnus Karlsson) – 4:22
4. Queen Of Fire (feat. Noora Louhimo) – 4:45
5. Dreams And Scars (feat. Renan Zonta) – 5:03
6. All The Way To The Stars (feat. Mike Andersson) – 4:53
7. One By One (feat. Ronnie Romero) – 4:56
8. Under The Black Star (feat. Dino Jelusic) – 4:23
9. Temples And Towers (feat. Tony Martin) – 5:37
10. Don’t Walk Away (feat. Magnus Karlsson) – 4:31
11. On My Way Back To Earth (Instrumental) – 4:53
12. Far From Over (feat. Tony Martin) – 3:58
13. All The Way To The Stars (Acoustic Version) – 3:58

### Band
- Magnus Karlsson - Chitarra, Basso, Tastiere
- Anders Kollerfors - Batteria